# 1960 у телебаченні
Список 1960 у телебаченні описує події у сфері телебачення, що відбулися 1960 року.

## Події

### Квітень
- 16 квітня — Початок мовлення нового кіровоградського регіонального державного телеканалу «Кіровоградська ОДТРК».